# Ivan Jablonka
Pour les articles homonymes, voir Jablonka.
Ivan Jablonka, né le 23 octobre 1973 à Paris, est un historien et écrivain français.
Il est professeur d'histoire contemporaine à l'université Sorbonne-Paris-Nord et membre de l'Institut universitaire de France.

## Biographie
Né à Paris d’un père ingénieur physicien et d’une mère professeur de lettres, petit-fils de Juifs polonais communistes morts à Auschwitz, Ivan Jablonka fait ses études secondaires au lycée Buffon. Après des études en khâgne au lycée Henri-IV, il intègre l'École normale supérieure (promotion B/L 1994) et est reçu à l’agrégation d’histoire.
Élève d’Alain Corbin et de Jean-Noël Luc à la Sorbonne, il soutient en 2004 sa thèse de doctorat sur les enfants de l’Assistance publique sous la Troisième République. L’année suivante, il est nommé maître de conférences en histoire contemporaine à l’université du Maine, puis, en 2013 professeur à l'université Sorbonne Paris Nord.

## Édition
Depuis 2009, il codirige avec Pierre Rosanvallon la collection La République des idées (éditions du Seuil), où il a édité des ouvrages de sociologues et d'économistes comme Éric Maurin, Camille Peugny, Robert Castel, François Dubet, Esther Duflo, Gabriel Zucman, Laurent Davezies ou Thomas Piketty.
Il est un des fondateurs et rédacteurs en chef de La Vie des idées, revue en ligne créée en 2007,.

## Histoire des enfants et des jeunes
Il a publié en 2004 une biographie de Jean Genet, où il étudie le parcours social, politique et littéraire de l'écrivain, depuis l'Assistance publique jusqu'à son compagnonnage pro-palestinien. Jablonka estime qu'une lecture « plus approfondie » de l'œuvre de Genet prouve « une adhésion aux valeurs nazies ».
Ni père ni mère (2006) est une histoire des enfants abandonnés. Il montre que ces enfants grandissent dans les humiliations et la violence, mais que certains s’intègrent et font souche dans la région où ils ont été placés. Ce travail s'appuie notamment sur 400 dossiers de pupilles de la Seine, de la Somme et du Loir-et-Cher.
Dans son ouvrage Enfants en exil : transfert de pupilles réunionnais en métropole (1963-1982) publié en 2007, il présente le déplacement de 1 630 enfants vers la métropole. Plus de soixante départements, principalement dans le Massif central et le Sud-Ouest français, ont reçu ces pupilles de la Direction départementale des affaires sanitaires et sociales (DDASS) de la Réunion. L'objectif de cette migration forcée, orchestrée par Michel Debré, était de lutter contre la surpopulation sur l'île et de repeupler les déserts ruraux de la France métropolitaine. Pour l'auteur, ce transfert d'enfants n'est pas un dérapage, mais « une institution républicaine, séquelle du colonialisme dans la France de la Ve République ».

## Biographie familiale
Histoire des grands-parents que je n’ai pas eus: une enquête raconte la vie et la mort de Matès et Idesa Jablonka, les grands-parents paternels de l’auteur, depuis la Pologne jusqu’à Auschwitz en passant par l’engagement dans le Parti communiste polonais, l’exil en France et le régime de Vichy. Ce récit-essai, basé sur une vingtaine de fonds d’archives et de nombreux témoignages, tente de faire revivre les disparus entre histoire, mémoire et travail de deuil.
L'écrivain le désigne comme « biographie familiale » mais relève explicitement de ce que le théoricien de la littérature Dominique Viart appelle des « récits de filiation », à l'image de ceux qui se sont développés en littérature depuis le début des années 1980 (chez des écrivains tels que Michon, Ernaux, Rouaud, Philippe Sands). Comme dans ces récits, l'auteur ne livre pas seulement le trajet reconstitué de ses grands-parents mais produit en effet aussi la narration de sa propre recherche, les éléments de son enquête, ses impasses et ses découvertes. Publié aux éditions du Seuil dans la collection de Maurice Olender « La librairie du XXIe siècle », il a été salué par Jean-Louis Jeannelle comme un « très grand livre ».
Les quatre grands-parents de Jablonka étaient juifs, mais ses grands-parents paternels sont déportés et assassinés, contrairement à ses grands-parents maternels qui ont survécu à Paris pendant toute la guerre. Selon Jablonka, cette différence de destin est due en partie à l'immigration récente et au statut social de ses grands-parents paternels. « Ils n’étaient pas très insérés, et allaient de taudis en taudis. Cette précarité dans ces années-là, entre 1939 et 1945, pouvait être une question de vie ou de mort». Le grand-père paternel d'Ivan Jablonka, Mates Jablonka, est né le 10 février 1909 à Parczew, Pologne. Sa grand-mère, Idesa Jablonka (née Feder), est née le 14 mai 1914 à Parczew, Pologne. Ils sont déportés par le Convoi No. 49, en date du 2 mars 1943, du Camp de Drancy vers Auschwitz. Le père de Jablonka, né en 1940, se retrouve « orphelin de la Shoah ». Recueilli par des membres de sa famille, il est exfiltré chez des paysans grâce à un réseau clandestin juif.
En camping-car, récit de ses souvenirs de vacances familiales dans les années 1980, se présente comme une « autobiographie avec des "nous" ». Jablonka considère que, puisque « l’historien fait partie de l’histoire », son travail doit être une réflexion sur sa propre historicité.

## Méthode

### Sciences sociales et littérature
Dans L'histoire est une littérature contemporaine (2014), à la fois fondement théorique de Histoire des grands-parents et Manifeste pour les sciences sociales, il montre qu'on peut concilier sciences sociales et création littéraire. D'un côté, le chercheur peut assumer la littérarité de son texte en choisissant d'« écrire pleinement ». De l'autre, l'écrivain peut comprendre une réalité passée ou présente (p. ex. un crime), comme font Truman Capote, Annie Ernaux, Emmanuel Carrère et les écrivains-survivants du XXe siècle (Primo Levi, Varlam Chalamov). Ce livre prolonge la réflexion de Michel de Certeau ou Paul Veyne sur l'écriture de l'histoire, mais pour Jablonka toute histoire n'est pas un « roman vrai » et toute littérature n'est pas roman. Les sciences sociales sont plutôt du côté des « écrits du réel » (témoignage, grand reportage, autobiographie...), sous la forme du « texte-recherche ». Des outils comme la « fiction de méthode » et le « je de méthode » permettent de concilier rigueur, réflexivité et écriture au sein d'une enquête.
Analysant Un garçon comme vous et moi, Annie Jouan-Westlund, professeur à Cleveland State University estime que le livre est « une auto-critique de genre, à l’intersection entre l’histoire et la littérature, les sciences sociales et le récit de soi », afin de remettre en cause la masculinité traditionnelle et ses représentations.

### Formes de la recherche
Il publie Laëtitia ou la fin des hommes en 2016 consacré à un fait divers par lequel il obtient le prix Médicis, le prix littéraire du Monde et le prix des prix littéraires, mais ce livre lui vaut également des critiques. Lorsque le livre est adapté en 2020 pour France 2 par le réalisateur Jean-Xavier de Lestrade, Jablonka juge le résultat « pudique et magnifique ».
Prolongeant cette réflexion sur les nouvelles écritures du savoir, Jablonka a publié une enquête sociologique sur les métiers de l'esthétique, le Corps des autres (2015), dans la collection de Pierre Rosanvallon, « Raconter la vie ».

## Histoire des femmes

### Travaux
Cette section ne s'appuie pas, ou pas assez, sur des sources secondaires ou tertiaires indépendantes du sujet. Le texte peut contenir des analyses inexactes ou inédites de sources primaires.
Pour l'améliorer, ajoutez-en, ou placez des modèles {{Source secondaire souhaitée}} ou {{Source secondaire nécessaire}} sur les passages mal sourcés. (septembre 2022)
Il a aussi étudié des figures de femmes peu connues ou anonymes : par exemple, la jeune Thérèse, une Réunionnaise devenue folle à la suite de son transfert forcé en métropole dans les années 1970, ; ou encore Laëtitia Perrais, tuée à l’âge de 18 ans dans un fait divers en 2011.

### Réception
À l'occasion de la sortie de Laëtitia en 2016, consacrée à un féminicide de 2011 dont fut victime une jeune femme de 18 ans[source insuffisante], la question est posée de la forme hybride de cet ouvrage, entre l'essai de sciences sociales et le reportage journalistique, et s'inscrit dans les débats sur le rôle de l'intellectuel public.
Le philosophe Roger-Pol Droit écrit-il dans le Monde : « La part la plus neuve du texte, la plus philosophique et la plus intéressante aussi, est consacrée à l’éthique du masculin. ». Dans L'Humanité, la philosophe Cynthia Fleury consacre une chronique à la notion de « contre-masculinité » développée par Jablonka.
Après que, dans la matinale de France Inter, Nicolas Demorand et Léa Salamé ont reproché à Jablonka de critiquer la galanterie, l'historien est défendu par Matilde Meslin, journaliste à Télérama : « Avec sérieux, Ivan Jablonka parle de charge mentale, de plafond de verre et de sexisme dans le monde du travail. "Les privilèges du patriarcat sont partout", lâche-t-il. ».
À l'autre bout de l'échiquier politique, l'essai a suscité certaines interrogations chez des intellectuelles féministes. Dans L’Obs, la députée Clémentine Autain regrette que « Jablonka ne formule pas de réponses passionnantes », mais elle conclut qu'elle souhaite « remercier Ivan Jablonka de son livre, qui est bel et bien un pavé dans la mare ». Plus sévère est Camille Froidevaux-Metterie, qui se dit « stupéfaite devant la superficialité de l’analyse et le mépris dans lequel sont tenues les autrices qui, depuis des décennies, ont pensé la domination patriarcale. » Marie-Jeanne Zenetti considère que le livre « hésite constamment entre essai de sciences sociales, [...] et ambition éthique à visée universalisante. » Cette perspective éthique, selon elle, « n’évite pas toujours l’idéalisation du sujet moral, au risque de l’abstraire du contexte historique, social et culturel qui détermine ses conditions d’existence ». Elle déplore qu'à côté des meilleures pages de son livre, on retrouve des « assertions péremptoires » et des « prescriptions morales », qui « reconduisant sur le mode symbolique une autorité qu’on peut juger typiquement « masculine » ».

## Essai sur Jean-Jacques Goldman

### Contenu et réception
Dans Goldman (Seuil, 2023, publié dans la collection La Librairie du XXIe siècle comme ses cinq précédents ouvrages), Jablonka s’intéresse au « mythe Goldman » en étudiant la trajectoire et l’œuvre du chanteur, « pour explorer en creux la culture populaire ». Ivan Jablonka avait déjà évoqué  Goldman dans un livre consacré à un autre sujet en 2019, en émettant la théorie d'une « morale Goldman », selon lui « forgée dans un foyer collectif, celui des Juifs laïcs épris de la France des Lumières et des droits de l’homme ». Cette « morale Goldman » reposerait sur quatre piliers, un parti pris de modestie (faire profil bas, reconnaître que l’on est « démodé »), un idéal méritocratique (ne compter que sur sa volonté et son courage), la douceur (être un homme tendre, adopter une masculinité non violente), la nécessité de la gratitude (être heureux de vivre, alors que d’autres ont été tués, comme la petite Sarah dans Comme toi).
Cette biographie et les interviews données par l'auteur à sa sortie reviennent sur la question du judaïsme, la pop, la place des minorités en France, le déterminisme social, le mépris qui aurait, selon l'auteur, frappé le chanteur dans les années 1980, l’affaire Pierre Goldman ou encore le meurtre de Sirima qui chante le duo Là-bas.
À sa sortie le 18 août 2023, le livre obtient "quatre couvertures dans les grands titres de presse" nationaux (Libération, L'Obs, Le Parisien et Le Point), ainsi que dans Moustique Mag en Belgique.
Les critiques sont globalement favorables, l’essai étant jugé « captivant » par L'Obs, « brillant » par Europe 1 et « passionnant » par Télérama, Ouest France ou Marie-Claire. Alors que le livre ne révèle pas d’information inédite, le site Arrêt sur images analyse ce succès médiatique et y voit un mélange entre trois effets : la date de parution (l’été), Goldman et Jablonka. En revanche pour Nicolas Ungemuth du Figaro, Ivan Jablonka joue « les sociologues pour un artiste qui n'en a pas besoin », l’historien calquant « tous ses fantasmes » sur le chanteur des années 1980. François Bégaudeau, dans Le Monde diplomatique, y voit quant à lui une « opération idéologique » visant à valoriser la social-démocratie comme « mesurée, réaliste, de gouvernement », opposée à un « gauchisme » rassemblant sous la même étiquette les participants à Mai 68 ou le milieu punk, que ce « récit jablonkien » chercherait à discréditer.
En 2024, le livre reçoit le prix France Musique pour la biographie et il paraît au format poche.

### Pluralisme des sources d'information
Un article de Bruno Dive dans Le Canard enchaîné, évoquant la méthode de l'historien une semaine après la sortie du livre, avance que Jablonka avait « sollicité des entretiens avec Goldman, les membres de sa famille et ses plus proches amis, qui ont tous refusé » alors que l'auteur, comme il l'explique dans son livre, n'a pas demandé à rencontrer Goldman, préférant analyser plutôt la disparition et l'absence de Goldman. « Je n'ai jamais rencontré cet auteur, mes amis non plus, et je suis triste pour tous les gens qui se font duper en achetant ces livres qui parlent de moi », a déclaré Jean-Jacques Goldman, cité par l'article dans Le Canard enchaîné,.
Ivan Jablonka estime que « Goldman, c'est un peu l'Arc Triomphe au bout de l'avenue », un symbole de « la deuxième gauche », l'« équivalent de Michel Rocard en politique », Goldman ayant selon lui « inventé une gauche pragmatique qui parle à des millions de Français ». « Ce livre est aussi un autoportrait », déclare l'historien, précisant qu'il s'agit « en creux, un portrait » de lui-même, tout en se justifiant de l'avoir écrit sans parler à aucun proche du chanteur,.

## Publications
[réf. incomplète]
- Les vérités inavouables de Jean Genet, Éditions du Seuil, 2004.
- Âme sœur, sous le pseudonyme d'Yvan Améry, La Volte, 2005.
- Ni père ni mère : histoire des enfants de l’Assistance publique (1874-1939), Éditions du Seuil, 2006.
- Enfants en exil : transfert de pupilles réunionnais en métropole (1963-1982), Éditions du Seuil, 2007.
- Jeunesse oblige : histoire des jeunes en France (XIXe – XXIe siècle), PUF, 2009.
- Les enfants de la République: l'intégration des jeunes de 1789 à nos jours, Éditions du Seuil, 2010.
- Histoire des grands-parents que je n'ai pas eus, Éditions du Seuil, La librairie du XXIe siècle, Paris, 2012.
- Nouvelles perspectives sur la Shoah (avec Annette Wieviorka), PUF, 2013.
- L'Enfant-Shoah, PUF: Paris, 2014
- Le monde au XXIIe siècle. Utopies pour après-demain, PUF: Paris, 2014 (avec Alexis Jenni et Nicolas Delalande)
- L'Histoire est une littérature contemporaine. Manifeste pour les sciences sociales, Éditions du Seuil, La librairie du XXIe siècle, Paris, 2014.
- Le corps des autres, Éditions du Seuil, Raconter la vie, 2015.
- Laëtitia ou la Fin des hommes, Éditions du Seuil, La Librairie du XXIe siècle, 2016. - Prix littéraire du Monde 2016[54] et prix Médicis (roman) 2016[55].
- En camping-car, Éditions du Seuil, La Librairie du XXIe siècle, 2018. - Prix France Télévisions 2018, catégorie essai[56].
- Des hommes justes. Du patriarcat aux nouvelles masculinités, Éditions du Seuil, 2019.
- Un garçon comme vous et moi, Éditions du Seuil, 2021
- Goldman, Éditions du Seuil, 2023

## Distinctions
- 2012, pour Histoire des grands-parents que je n'ai pas eus :
  - Prix du Sénat du Livre d'histoire[57]
  - Prix Guizot de l'Académie française[58]
  - Prix Augustin Thierry des Rendez-vous de l'Histoire[59].
- 2016 :
  - Prix littéraire du journal Le Monde[54] pour son roman Laëtitia ou la fin des hommes
  - Prix Médicis du roman français[60].
- 2018 : prix France Télévisions, catégorie essai pour En camping-car[56].